# Xã Clark, Quận Clinton, Ohio
Xã Clark (tiếng Anh: Clark Township) là một xã thuộc quận Clinton, tiểu bang Ohio, Hoa Kỳ. Năm 2010, dân số của xã này là 2.123 người.